# León Focas el Viejo
León Focas (en griego: Λέων Φωκᾶς) fue un general bizantino y Doméstico de las escolas de inicios del siglo X.
León era el hijo de Nicéforo Focas el Viejo, un eminente general bizantino. En 917 León estaba al mando del ejército bizantino que invadió Bulgaria, pero el 20 de agosto sus tropas fueron aniquiladas en la batalla de Aqueloo al enfrentarse a las de Simeón I de Bulgaria. Focas apenas escapó por mar y se apresuró a llamar a otro ejército para detener el avance de Bulgaria hacia el sur, pero sus tropas fueron derrotadas por última vez en Katasyrtai. Entonces, conspiró para alcanzar el trono del joven emperador bizantino Constantino VII, pero fue derrotado por el almirante Romano Lekapenos, que logró convertirse en tutor, y más tarde en suegro del Emperador. Después de que Lekapenos tomó el control del Imperio Bizantino, León encabezó una rebelión fracasada, siendo capturado y cegado.

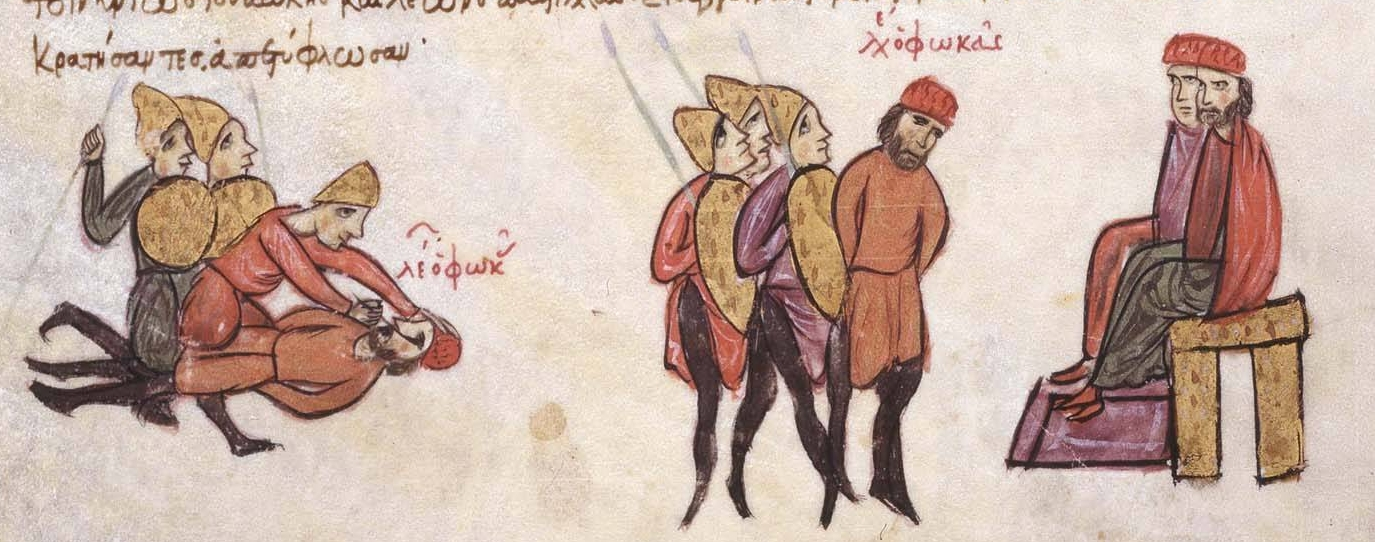
Cegamiento de León Focas